# 8702 Наканісі
8702 Наканісі (8702 Nakanishi) — астероїд головного поясу, відкритий 14 листопада 1993 року.
Тіссеранів параметр щодо Юпітера — 3,647.
Названо на честь Наканісі (яп. なかにし(中西) наканісі)